# Angela Davis

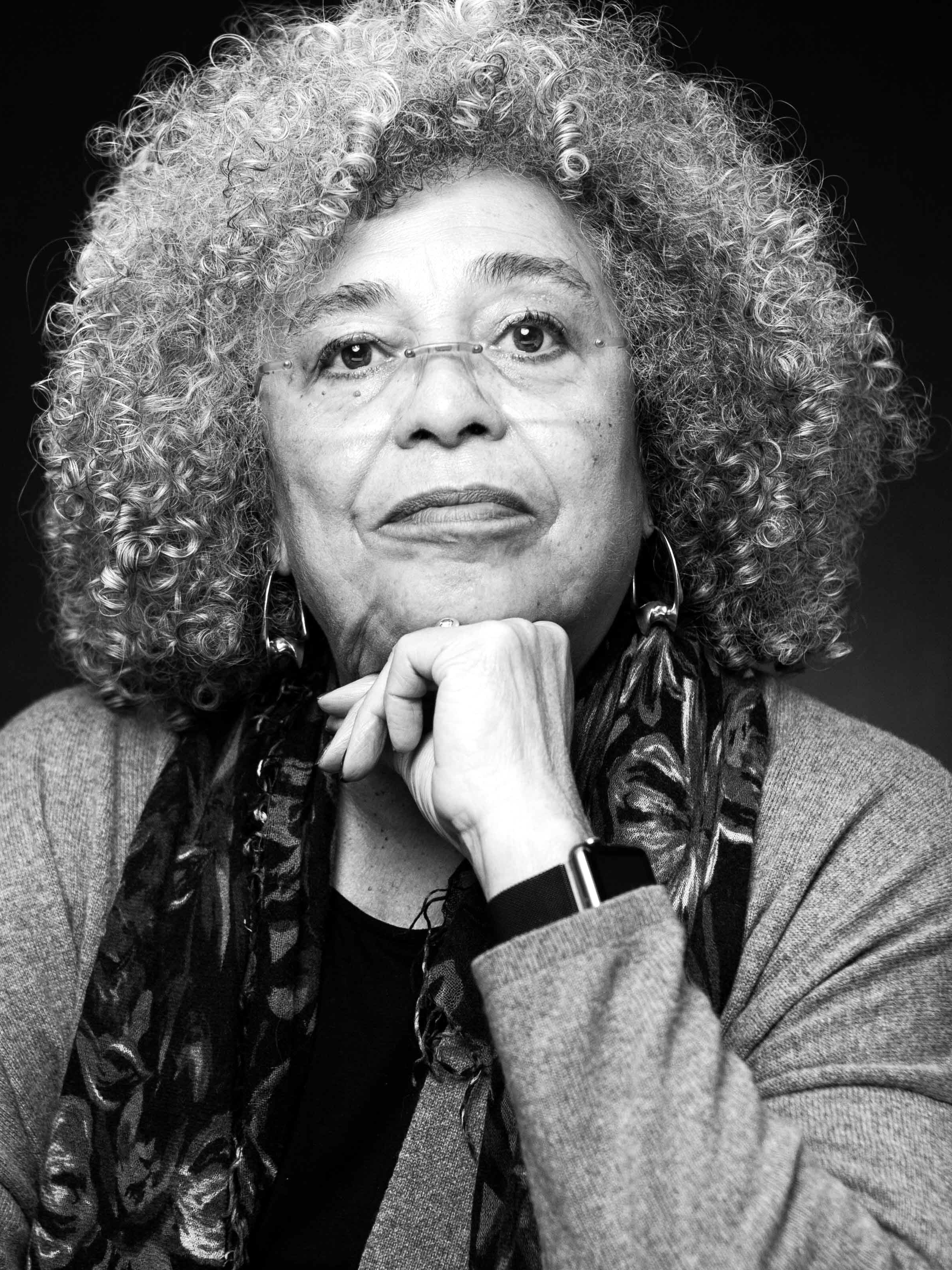
Angela Davis (2019)

Angela Yvonne Davis (* 26. Januar 1944 in Birmingham, Alabama) ist eine US-amerikanische Bürgerrechtlerin, Philosophin, Humanwissenschaftlerin und Schriftstellerin. Die Afroamerikanerin wurde in den 1970er-Jahren zur Symbolfigur der Black-Power-Bewegung und der Neuen Linken. Sie gehörte zwischen den 1960er- und 1980er-Jahren zu den prominenten Führungsmitgliedern der Kommunistischen Partei der USA.

## Jugend und Studium
Angela Davis entstammt einer Mittelschichtfamilie. Aufgrund ihrer Begabung bekam sie als fünfzehnjährige Schülerin ein Stipendium des American Friends Service Committee für die private Elisabeth Irwin High School (auch bekannt als Little Red School House) in New York. Hier kam sie zum ersten Mal mit dem Marxismus in Berührung und schloss sich dem kommunistischen Zirkel an ihrer Schule an.
Ab 1961 studierte sie an der Brandeis University in Waltham, Massachusetts, französische Literatur und ebenso ab 1962 ein Jahr in Frankreich an der Sorbonne.
Ihr elterlicher Wohnbezirk in Birmingham wurde ab den 1960er-Jahren Ziel zahlreicher Bombenanschläge gegen schwarze Bürgerrechtler („Dynamite Hill“). 1963 starben bei einem Brandanschlag des Ku-Klux-Klan auf die Baptist Church – dem sogenannten 16th-Street-Baptist-Church-Bombing – in Birmingham vier Mädchen, die Davis kannte.
An der Brandeis University besuchte Davis Vorlesungen von Herbert Marcuse, schloss ihr Erststudium 1965 magna cum laude ab und wurde bei der Studentenverbindung Phi Beta Kappa aufgenommen. Auf Marcuses Vermittlung studierte sie ab September 1965 in Frankfurt am Main Philosophie und Soziologie, unter anderem bei Theodor W. Adorno und Max Horkheimer. In Frankfurt schloss sie sich dem SDS an und nahm an Protestaktionen gegen den Vietnamkrieg teil. Davis folgte Marcuse an die University of California, San Diego und schloss ihren Masterstudiengang 1968 ab.

## Lehre und politische Aktivitäten
Vor dem Hintergrund der sich zuspitzenden Kämpfe der schwarzen Bürgerrechtsbewegung trat sie nach ihrer Rückkehr aus Frankfurt im Sommer 1967 dem Student Nonviolent Coordinating Committee (SNCC) bei und wurde kurzzeitig Mitglied der Black Panther Party. Im Juni 1968 wurde Angela Davis Mitglied im Che-Lumumba-Club, einem Kreis afroamerikanischer Mitglieder der Kommunistischen Partei der USA (CPUSA). Den SNCC verließ sie, da dort ihre Mitgliedschaft in der Kommunistischen Partei zum Problem wurde.
Ab 1969 war sie als Dozentin an der University of California, Los Angeles, beschäftigt, doch wurde ihr Vertrag 1970 gekündigt, als ihre Mitgliedschaft in der CPUSA bekannt wurde.
Von 1975 bis 1977 lehrte Davis African American studies am Claremont College und später women’s and ethnic studies an der San Francisco State University.
1980 und 1984 bewarb Davis sich für das Amt der US-Vizepräsidentin mit dem kommunistischen Präsidentschaftskandidaten Gus Hall. Beide erreichten 0,05 bzw. 0,04 % der Stimmen.
1991 begründete Angela Davis zusammen mit anderen Linken (u. a. Pete Seeger) und ehemaligen CPUSA-Mitgliedern das Committees of Correspondence for Democracy and Socialism. Sie bezeichnet sich jedoch nach wie vor als Kommunistin.
Davis übersetzte das 1983 auf Deutsch erschienene Lichtblicke von Wolfgang Schivelbusch für die amerikanische Ausgabe Disenchanted Night.
Davis ist emeritierte Professorin an der University of California in Santa Cruz in den Abteilungen History of Consciousness und Feminist Studies.
In ihrem Wohnort Oakland (Kalifornien) unterstützte Davis seit Herbst 2011 die Occupy-Bewegung, so mit einer Rede anlässlich des Generalstreiks vom 2. November 2011. Anlässlich ihres Aufenthaltes in Berlin zur Verleihung des Preises zum Blue Planet Award am 18. November 2011 besuchte sie das Camp der Occupy-Bewegung am Bundespressestrand. Außerdem ist sie Sprecherin der Kampagne gegen die Todesstrafe.
Im Dezember 2013 trat Davis die erste Angela-Davis-Gastprofessur für internationale Gender- und Diversity-Studies des Cornelia Goethe Centrums an der Universität Frankfurt am Main an.
Schwerpunkt ihrer Arbeit der vergangenen Jahre ist die Untersuchung des Gefängnis-Industrie-Komplexes, vor allem in den USA, die Verbindungen zwischen Unterdrückung aufgrund des Geschlechts, der Rasse und der Klasse nachzuweisen sucht.
Davis unterstützt die antizionistische und vielfach als antisemitisch eingestufte BDS-Bewegung. Das Birmingham Civil Rights Institute in Birmingham (Alabama) stornierte zunächst die Vergabe eines Bürgerrechtspreises an sie wegen ihrer BDS-Unterstützung, entschuldigte sich aber später und verlieh ihr letztlich den Preis.
Angela Davis setzt sich für die Freilassung von Mumia Abu-Jamal ein.
Nach dem Terrorangriff der Hamas auf Israel 2023 und dem darauffolgenden israelischen Angriff auf den Gazastreifen gehörte Davis zu den mehr als 200 Unterzeichnern eines offenen Briefes, mit dem sich „eine Gruppe von Philosophieprofessoren in Nordamerika und Europa“ am 1. November 2023 „unmissverständlich … mit dem palästinensischen Volk“ solidarisierte und „das anhaltende Massaker, das Israel mit voller finanzieller, materieller und ideologischer Unterstützung unserer eigenen Regierungen gegen den Gazastreifen verübt“, verurteilte.

## Anklage wegen „Terrorismus-Unterstützung“ und Freispruch

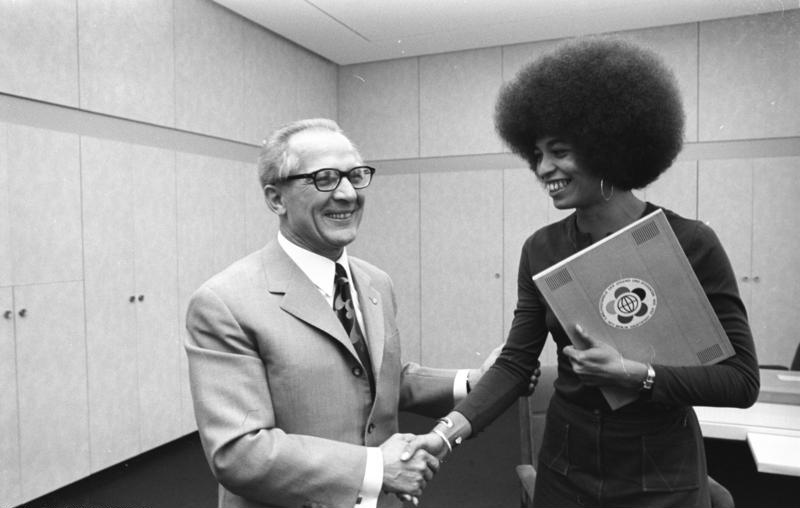
Erich Honecker überreicht Davis am 11. September 1972 die Einladung für die Weltfestspiele der Jugend und Studenten 1973 in Ost-Berlin

Dem bereits seit seinem achtzehnten Lebensjahr in Haft sitzenden George Jackson, der im Gefängnis Mitglied der Black Panther Party wurde, schlug Davis vor, ein Buch über seine Haftbedingungen zu schreiben, was er mit Soledad Brother auch tat. Im August 1970 lieferte sich Jacksons Bruder Jonathan bei einem missglückten Befreiungsversuch in einem Gerichtssaal eine Schießerei mit der Polizei, bei der vier Menschen getötet wurden. Davis wurde vorgeworfen, die Waffe für diesen Überfall besorgt zu haben, da diese auf ihren Namen gekauft worden war.
Das FBI setzte Angela Davis daraufhin auf die Liste der zehn meistgesuchten Verbrecher der USA. Einige Wochen später wurde sie verhaftet. Ihr drohte wegen des Vorwurfs der „Unterstützung des Terrorismus“ die Todesstrafe. Gegen ihre Verhaftung entwickelte sich eine über die Grenzen der Vereinigten Staaten hinausreichende Welle des öffentlichen Protests. Den von Georg Lukács verfassten Aufruf „Für Angela“ unterstützten u. a. Ernst Bloch, Robert Jungk, Heinrich Böll. Tausende Menschen aus der DDR schickten ihr unter dem Motto „Eine Million Rosen für Angela Davis“ Postkarten mit Rosen ins Gefängnis. Bei ihrer vorläufigen Entlassung aus dem Gefängnis in San Jose am 24. Februar 1972 nach Hinterlegung einer Kaution sprach sie mit dem Ost-Berliner Sonderberichterstatter Horst Schäfer, der sie persönlich auch im Namen vieler Menschen aus der DDR beglückwünschte. Nach zweijähriger Prozessdauer wurde Davis am 4. Juni 1972 in allen Punkten der Anklage freigesprochen. Anlässlich der entscheidenden Gerichtssitzung fand in Frankfurt am Main der Kongress „Am Beispiel Angela Davis“ statt.

## Kritik
Der russische Dissident und Nobelpreisträger Alexander Solschenizyn kritisierte Davis’ Sympathie für die Sowjetunion und beschuldigte sie der Blindheit gegenüber der Misshandlung politischer Gefangener im Ostblock, unter anderem in seiner Rede vor dem AFL-CIO (dem US-Gewerkschaftsverband) vom 9. Juli 1975 in New York. Ihm zufolge hatte eine Gruppe tschechischer Dissidenten an sie appelliert. Davis habe sich geweigert, für diese einzutreten, und geantwortet: „Sie verdienen das, was sie bekommen. Lasst sie im Gefängnis bleiben.“ Angela Davis bestritt diese Aussage. Davis’ Doktorvater Herbert Marcuse kritisierte sie mit ähnlicher Stoßrichtung: Sie umarme autoritäre Regime in Osteuropa und ignoriere, dass dort zahlreiche politische Gefangene keine Chance auf faire Prozesse hätten.

## Privates
Angela Davis war von 1980 bis 1983 mit Hilton Braithwaite, einem Fotografen, verheiratet. Sie lebt seit 1997 offen lesbisch. Sie erwähnte ihre Homosexualität 1997 im Gespräch mit der Zeitschrift Out.

## Ehrungen
- 1971 widmete „The Prophet of Soul Larry Saunders“ der inhaftierten Angela Davis eine 7″-Maxi-Single, auf deren A- und B-Seite der insgesamt fast siebenminütige Titel Free Angela zu hören war (Label: Golden Triangle Records, wiederveröffentlicht 2003).
- 1971 erschien beim Plattenlabel pläne die Solidaritäts-Single Rettet Angela Davis (Musik: Peter Gutzeit/Text: Willy Sterna) der Folk-Gruppe „Die Liedermacher“.
- 1971 veröffentlichte die DDR-Rockband Panta Rhei ihr zu Ehren den Song Free Angela.[18]
- 1972 erhielt Angela Davis während ihres ersten Besuches in der DDR als bisher einzige Frau die Ehrenbürgerwürde der Stadt Magdeburg.
- 1972 erhielt sie von der Karl-Marx-Universität Leipzig die Ehrendoktorwürde.[19]
- 1972 widmeten ihr John Lennon (Angela auf dem Album Some Time in New York City) sowie The Rolling Stones (Sweet Black Angel auf dem Album Exile on Main Street) Songs.
- 1972 schrieb Franz Josef Degenhardt das Lied Angela Davis, das auf dem Album Mutter Mathilde zu finden ist.
- 1972 erschien das Lied Oh Angela, das Davis’ Wirken preist, auf dem Album Das Gewitter von Uve Schikora.
- 1979 wurde sie mit dem sowjetischen Lenin-Friedenspreis ausgezeichnet.
- 2004 erhielt sie den „Menschenrechtspreis“ der Gesellschaft zum Schutz von Bürgerrecht und Menschenwürde.
- 2006 erhielt sie den Thomas Merton Award für Frieden und soziale Gerechtigkeit.
- 2011 erhielt sie von der Stiftung „ethecon“ den Blue Planet Award für „herausragendes Engagement bei Rettung und Erhalt unseres blauen Planeten“.
- 2012 erhielt sie die Ehrendoktorwürde der Freien Universität Brüssel.[20]
- 2020/21 widmete die Dresdener Kunsthalle im Lipsiusbau Angela Davis eine Sonderausstellung 1 Million Rosen für Angela Davis.[21]
- 2021 wurde Davis in die American Academy of Arts and Sciences gewählt.

## Darstellung in der bildenden Kunst (Auswahl)
- Bernhard Franke: Angela Davis (Tafelbild, Öl; 1971)[22]
- Gerhard Goßmann: Angela Davis (Tafelbild, Öl; 1972)[22]
- Paul Michaelis: Angela (Tafelbild, Öl; 1972)[22]
- Egil Røed: Hexenjagd (Siebdruck, 1972)[22]
- Willi Sitte: Angela Davis und ihre Richter (Tafelbild; 1972)[22]
- Walter Angerer-Niketa: LIBERTY – für Angela Davis (Metallskulptur; 2014)[22]

## Schriften
- If They Come in the Morning: Voices of Resistance. 1971
- Frame Up: The Opening Defense Statement Made. 1972
- Angela Davis. An Autobiography. 1974
  - Mein Herz wollte Freiheit. Eine Autobiographie. Dt. von Walter Hasenclever, Hanser 1975, ISBN 978-3-446-12019-8.
- Women, Race & Class. 1981
  - Rassismus und Sexismus. Schwarze Frauen und Klassenkampf in den USA. Übersetzt von Erika Stöppler. Elefanten Press, Berlin 1982, ISBN 3-88520-093-7.
- Violence Against Women and the Ongoing Challenge to Racism. 1985
- Women, Culture and Politics. 1989
- Blues Legacies and Black Feminism. Gertrude „Ma“ Rainey, Bessie Smith, and Billie Holiday. 1999
- The Angela Y. Davis Reader. 1999
- Are Prisons Obsolete? 2003
  - Eine Gesellschaft ohne Gefängnisse? Der gefängnisindustrielle Komplex der USA. Schwarzerfreitag 2004, ISBN 3-937623-32-9.
- Abolition Democracy – Beyond Empire, Prisons, and Torture. 2005
- Freiheit ist ein ständiger Kampf. Unrast Verlag, Münster 2016, ISBN 978-3-89771-222-5
- mit Gina Dent, Erica R. Meiners, and Beth E. Richie: Abolition. Feminism. Now., Haymarket Books, Chicago 2022.
  - Abolitionismus. Feminismus. Jetzt. Eine intersektionale Intervention, aus dem US-amerikanischen Englisch übersetzt vom Jona Dieterson Kollektiv, Unrats, Münster 2023, ISBN 978-3-89771-358-1.

## Filme
- Angela Davis, der Kampf geht weiter. (OT: Angela Davis, le combat continue.) Dokumentarfilm, USA, Frankreich, 2010, 40:10 Min., Buch und Regie: Shola Lynch, Produktion: De Films en Aiguille, REALside Productions, arte France, deutsche Erstsendung: 9. März 2014 bei arte, Inhaltsangabe von arte.
- Angela Davis – Eine Legende lebt. Dokumentarfilm, Deutschland, 1998, 79 Min.
- Angela Davis – Portrait of a Revolutionary. Dokumentarfilm, USA, 1972, 60 Min., Buch und Regie: Yolande Du Luart, Inhaltsangabe von NYT.
- Für Angela. DEFA-Dokumentarfilm, DDR, 1972, 16 Min., Regie: Werner Kohlert[25]
- Davis-Report. DEFA-Dokumentarfilm, DDR, 1972, 21 Min., Regie: Johanna Kleberg[26]